# Richard Ludwig
Pour les articles homonymes, voir Ludwig.

a Compétitions nationales et continentales officielles uniquement.

b Matchs officiels uniquement.
Richard Ludwig est un joueur allemand de rugby à XV évoluant dans les lignes arrière.

## Biographie
Richard Ludwig évolue en club au SC 1880 Frankfurt avec lequel il est médaillé d'argent aux Jeux olympiques d'été de 1900 à Paris, avec notamment son frère Erich Ludwig.

## Palmarès
- Vice-champion olympique de rugby de rugby à XV en 1900.